# Dariusz Dziki
Dariusz Dziki (ur. 3 maja 1970 w Lublinie) – polski inżynier rolny i technolog żywności. 

## Kariera
Pracę magisterską obronił w 1995 na Wydziale Techniki Rolniczej Akademii Rolniczej w Lublinie. Doktoryzował się w 2001, habilitował w 2008 w zakresie inżynierii rolniczej, a profesorem nauk rolniczych został 12 listopada 2013. W latach 1995–2001 był asystentem w Katedrze Eksploatacji Maszyn Przemysłu Spożywczego Wydziału Techniki Rolniczej AR w Lublinie. Od 2001 adiunktem tamże. Od 2011 jest kierownikiem Katedry Techniki Cieplnej na tej uczelni.

## Osiągnięcia i zainteresowania
Autor lub współautor ponad 80 oryginalnych prac twórczych. Recenzent 60 publikacji naukowych i jednej pracy doktorskiej. Promotor trzech prac doktorskich, 43 magisterskich i 39 inżynierskich. Zainteresowany przede wszystkim:
- charakterystyką właściwości fizykochemicznych żywności,
- inżynieryjnymi aspektami przetwarzania żywności (rozdrabnianie, wypiek pieczywa, utrwalanie termiczne),
- fortyfikacją żywności dodatkami prozdrowotnymi[1].

Był głównym wykonawcą projektu rządowego Polska – Francja Hydratation des graines de cereales et comportement au broyage (1996-2000).
Współtworzył nowe kierunki studiów na Wydziale Inżynierii Produkcji AR w Lublinie: inżynieria chemiczna i procesowa, inżynieria przemysłu spożywczego. 

## Przynależność
Należy do: Polskiego Towarzystwa Inżynierii Rolniczej (od 2004), Polskiego Towarzystwa Agrofizycznego (od 2007), Polskiego Towarzystwa Inżynierii i Techniki Przetwórstwa Spożywczego SPOMASZ (od 2008), Komisji Motoryzacji i Energetyki Rolnictwa Oddziału PAN w Lublinie (od 2009).